# 杜锡钰
杜锡钰（1918年3月8日—2005年12月6日），男，天津人，中国通信专家、教育家，曾任北方交通大学副校长、教授、博士生导师。其在中国铁路通信和高等教育事业上做出了重大贡献。

## 生平[3]

### 中华人民共和国成立前
1918年3月8日出生于天津市。1936年考入北洋大学电信系，后随北洋大学于1938年并入西北工学院，1940年毕业于西北工学院。后来相继在西北工学院和重庆大学任教。
1944年，他以优异的成绩通过考试，获得前往美国普渡大学攻读硕士学位的机会。1946年，获得普渡大学硕士学位。抗战胜利后回国，他先后担任过北洋大学、山东大学副教授。

### 中华人民共和国成立后
杜锡钰在中华人民共和国成立之时正任北洋大学教授，在1952年初他被调至北方交通大学电信系任教。1952年秋至1953年，北方交通大学电信系曾短暂合并到哈尔滨铁道学院中。期间北方交通大学改名为北京铁道学院。1953年北京铁道学院电信系又得以迁回北京，北京铁道学院恢复了对其的管理。北京铁道学院电信系迁回北京后，杜锡钰担任有线教研室主任。杜锡钰在北方交通大学（北京铁道学院）任教期间编写了一系列中文教材和著作，这些教材流行全中国十余年，为通信学科领域的其他教材的撰写奠定了基础。
1962年，杜锡钰任北京铁道学院电信系副主任。1976年，杜锡钰升任北方交通大学电信系主任。
1978年，杜锡钰就任北方交通大学副校长。在其担任副校长期间，大力倡导创建北方交通大学信息科学研究所，这也是北京交通大学第一个研究所。
20世纪80年代中期，他不再担任北方交通大学副校长的职务。
2005年12月6日19时，原北京交通大学副校长、北京交通大学教授杜锡钰因病医治无效，在解放军306医院去世，享年88岁。